# Rudolf Guby
Rudolf Guby (* 4. Oktober 1888 in Passau; † 6. Juni 1929 in Wien) war ein bedeutender Passauer Kunsthistoriker und Heimatforscher sowie 1926 einer der Gründerväter des Instituts für Ostbairische Heimatforschung.

## Leben

### Jugend und Beruf
Der spätere Kunsthistoriker wird 1888 als Sohn von Kommerzialrat Rudolf Guby († 1927) und dessen Frau Johanna († 1944) in Passau geboren, wo er bis 1908 das Gymnasium besucht und erfolgreich abschließt. Im Anschluss daran widmet er sich dem Studium der Rechtswissenschaften, der Geschichte sowie der Kunstgeschichte an der Universität Wien. Das erste kann er 1913 mit der Promotion zum Dr. iur. beenden, doch das Ende des Krieges und damit vor allem der Zusammenbruch Österreich-Ungarns 1918 verhindern den formellen Abschluss der Promotion zum Doktor der Kunstgeschichte. Bis zum 22. Dezember 1914 ist Guby Rechtspraktikant am Oberlandesgericht (OLG) Wien. Wegen seines bereits damals relativ ausgeprägten (angeborenen) Herzleidens entgeht Guby im gleichen Jahr auch der Einberufung in den österreichisch-ungarischen Militärdienst und damit dem Einsatz als Soldat im Kriegsgeschehen des Ersten Weltkriegs. Ab dem 1. Februar 1915 ist er in der Rektoratskanzlei der Universität Wien tätig, bis er – nach dem endgültigen Abschluss seines Studiums – am 9. Juni 1920 zum Sektionsrat in der staatlichen Lichtbildstelle an der Wiener Staatskanzlei ernannt wird. Allerdings muss sich Guby (inzwischen zum Direktor der Lichtbildstelle ernannt) bereits fünf Jahre darauf, am 31. Oktober 1925 vom aktiven Dienst verabschieden; er wird auf Grund seines schlimmer gewordenen Herzleidens in den dauerhaften Ruhestand versetzt.

### Wirken während des Ruhestandes
Der Ruhestand jedoch hält ihn nicht davon ab, weiterhin zwei seiner größten Leidenschaften nachzukommen: der (süd-)ostbayerisch-österreichischen Kunstgeschichte und der Passauer Heimatkunde, zu deren Pionieren man ihn durchaus zählen kann. In dieser Zeit schafft Guby auch das anerkannte Standardwerk der altbairischen Kunstgeschichte über die Kunstdenkmäler des Innviertels und wird, nicht zu vergessen, 1926 eben zu einem der Gründerväter des Instituts für Ostbairische Heimatforschung. Für das Wintersemester 1928/1929 erhält Guby einen Lehrauftrag für Kunstgeschichte sowohl an der Universität Wien als auch an der Philosophisch-Theologischen Hochschule Passau.

### Tod und Nachlass
Am Abend des 6. Juni 1929 stirbt der erst vierzigjährige Dr. Guby nach einer schweren Grippe unerwartet und plötzlich an den Folgen seines Herzleidens. In einem seiner Nachrufe heißt es diesbezüglich: „Er schien [die Grippe] bereits glücklich überwunden zu haben. Sobald er sich wieder einigermaßen arbeitsfähig fühlte, griff er die Institutsangelegenheiten und wissenschaftlichen Arbeiten mit ungebrochenem Unternehmungsgeist wieder auf [...]. Aber die Genesung war nicht von Bestand. Nach kurzer Pause überfiel ihn die Krankheit neuerdings und nun um so schwerer. Der Rückfall war um so bedenklicher, als ja Dr. Guby mit einem schweren organischen Herzfehler belastet war [...]. Es kam aber dennoch unerwartet, als in der Nacht vom 6. zum 7. Juni eine Herzlähmung sein Leben sanft verlöschte.“ Seine letzte Ruhe findet der Wissenschaftler in Passau-Innstadt im Grab seines Vaters. Guby hat „trotz seines verhältnismäßig kurzen Lebens [...] als Kunsthistoriker und als Erforscher der bayrisch-österreichischen Heimatgeschichte ein ungewöhnlich reiches und reifes Lebenswerk geschaffen, das noch heute besteht.“

## Ehrungen
In Passau wurde eine Straße nach Rudolf Guby benannt, ebenso in Braunau am Inn und Schärding. Die Rudolf-Guby-Straße in Passau befindet sich an der Innstraße in der Nähe der Universität, die Rudolf-Guby-Straße in Schärding befindet sich in der Vorstadt und zweigt von der Linzer Straße ab.